# 2757 Crisser
2757 Crisser eller 1977 VN är en asteroid i huvudbältet som upptäcktes den 11 november 1977 av den chilenska astronomen Sergio Barros på Cerro El Roble. Den har fått sitt namn efter en kombination av upptäckarens och hans frus namn
Asteroiden har en diameter på ungefär 19 kilometer och den tillhör asteroidgruppen Themis.